# Phyllomedusa atelopoides
Phyllomedusa atelopoides là một loài ếch thuộc họ Nhái bén.
Loài này có ở Bolivia, Brasil, Peru, có thể cả Colombia, và có thể cả Ecuador.
Môi trường sống tự nhiên của chúng là rừng ẩm vùng đất thấp nhiệt đới hoặc cận nhiệt đới và đầm nước ngọt có nước theo mùa. P. atelopoides dài khoảng 37 mm, và hiện đang bị đe dọa vì mất môi trường sống.

## Hình ảnh

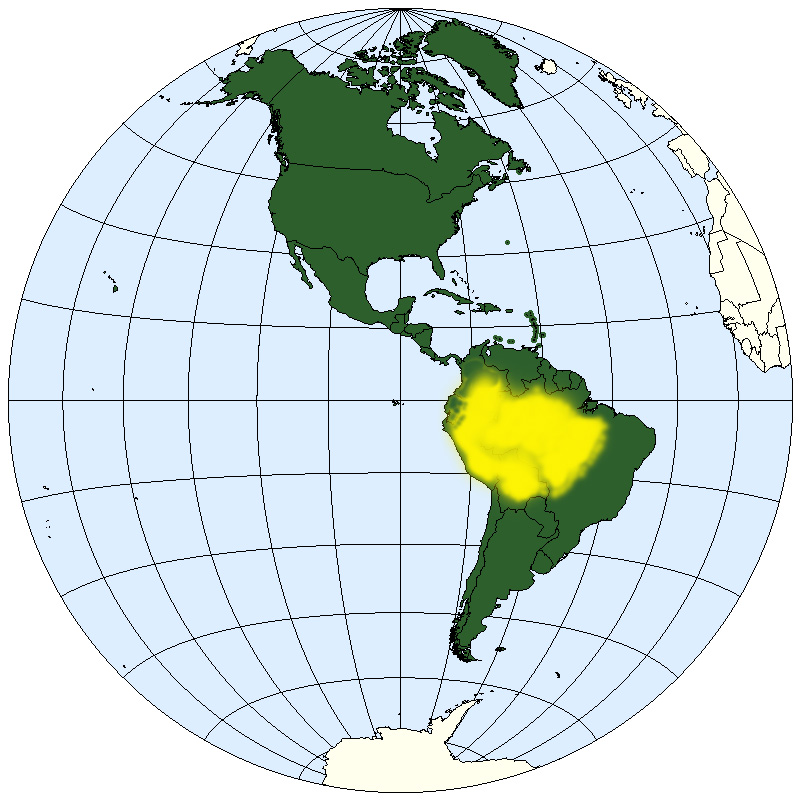